# Sebastián Ferreira
Sebastián Ferreira, né le 13 février 1998 à Asuncion au Paraguay, est un footballeur international paraguayen jouant au poste d'avant-centre au Rosario Central.

## Biographie

### Débuts professionnels
Né à Asuncion au Paraguay, Sebastián Ferreira commence le football avec le Club Olimpia, le plus grand club du pays, où il est formé et avec qui il débute en professionnel.
En 2017, il est prêté à l'Independiente CG. Lors du premier semestre de l'année 2018, il s'illustre en inscrivant 13 buts dans le championnat du Paraguay, avec quatre doublés.

### Monarcas Morelia
Le 2 juillet 2018, Sebastián Ferreira rejoint le Mexique en s'engageant avec le Monarcas Morelia. Il joue son premier match sous ses nouvelles couleurs le 25 juillet 201,8 lors d'une rencontre de coupe du Mexique contre l'Alebrijes de Oaxaca. Il marque également son premier but ce jour-là, et son équipe l'emporte par deux buts à zéro.
Le 20 octobre 2019, lors d'un déplacement à Cruz Azul en championnat, il se met en évidence en inscrivant trois buts.

### Club Libertad
Le 28 janvier 2020, il effectue son retour dans son pays natal, en s'engageant en faveur du Club Libertad. Il joue son premier match sous ses nouvelles couleurs le 3 février 2020 face au Club Nacional, en championnat. Il est titularisé et son équipe l'emporte ce jour-là par deux buts à un.
Le 11 mars 2020, Ferreira se fait remarquer en Copa Libertadores lors d'une rencontre face au Caracas FC, en inscrivant un doublé, permettant à son équipe de s'imposer (3-2).
Le 7 mars 2020, il est l'auteur d'un triplé en championnat, lors de la réception du Club General Díaz. Il termine meilleur buteur du championnat d'ouverture du Paraguay en 2020.

### Dynamo de Houston
Le 18 janvier 2022, le Dynamo de Houston recrute Ferreira en tant que joueur désigné pour un montant estimé selon les médias à environ 4,3 millions de dollars américains.
Le 10 avril 2022, Sebastián Ferreira inscrit son premier but pour le Dynamo de Houston, lors d'une rencontre de MLS face aux Earthquakes de San José. Tituaire ce jour-là, il marque également un deuxième but et contribue à la victoire de son équipe par quatre buts à trois. Ferreira est l'auteur d'un nouveau doublé le 3 octobre 2022, lors d'une rencontre de MLS face au Nashville SC. Titulaire, il permet à son équipe de s'imposer (1-2 score final).

#### Prêt au CR Vasco da Gama
Peu en vue au cours de la saison 2023 du Dynamo de Houston, Sebastián Ferreira peine à obtenir du temps de jeu et est finalement prêté jusqu'à la fin de l'année au CR Vasco da Gama, en Série A brésilienne.

### En équipe nationale
Sebastián Ferreira est sélectionné avec l'équipe du Paraguay des moins de 17 ans pour participer à la coupe du monde des moins de 17 ans en 2015. Lors de ce mondial organisé en Bulgarie, il joue trois matchs. Il se met en évidence en inscrivant un but contre la Syrie. Avec un bilan d'une seule victoire et deux défaites, les Pays-Bas ne dépassent pas le premier tour du tournoi.
Avec les moins de 20 ans, il participe au championnat sud-américain des moins de 20 ans en 2017. Lors de cette compétition, il joue quatre matchs. Il s'illustre en inscrivant un but contre la Colombie, puis en délivrant une passe décisive contre le Chili.